# 时延
在计算机网络中进行分组交换，分组从一台主机（源），通过一系列路由器传输，在另一台主机（目的地）结束它的进程。当分组从一个节点（主机或路由器）沿着这条路径到后继结点（主机或路由器）时，该分组在沿途的每个节点都经受了几种不同类型的时延（Delay）。

## 时延种类
节点处理时延（Nodal Processing Delay）、排队时延(Queuing Delay)、传输时延(Transmission Delay)、传播时延(Propagation)。而这些时延累加起来是节点总时延(Total Nodal Delay)。为了深入了解分组交换和计算机网络，我们必须理解这些时延的性质和重要性。

### 节点处理时延
检查分组首部和决定将该分组导向何处所需要的时间是节点处理时延的一部分。处理时延也包括其他因素，如检查比特级差错所需要的时间，该差错出现在这些分组比特从上游节点向路由器A传输的过程中。高速路由器的处理时延通常是微秒或更低的数量级。在这种节点处理之后，路由器将该分组引向通往路由器B链路之前的队列。

### 排队时延
在队列中，当分组在链路上等待传输时，它经受排队时延。一个特定分组的排队时延将取决于先期到达的、正在排队等待向链路传输的分组的数量。如果该队列是空的，并且当前没有其他分组在传输，则该分组的排队时延为0。另一方面，如果流量很大，并且许多其他分组也在等待传输，该排队时延将很大。到达组的分组数量是到达该队列的流量强度和性质的函数。实际的排队时延通常在毫秒到微秒级。

### 传输时延
假定分组以先到先服务的方式传输——这在分组交换网络中是常见的方式，仅当所有已经到达的分组被传输后，才能传输我们的分组。用L比特表示分组的长度，用R bps表示从路由器A到路由器B的链路传输速率。发送时延是L/R。这是将所有分组比特推向链路所需要的时间。实际的传输时延通常在毫秒到微秒级。

### 传播时延
一旦一个比特被推向链路，该比特需要向路由器B传播，从该链路的起点到路由器B的传播所需要的时间是传播时延。该比特以该链路的传播速率传播，该传播速率取决于该链路的物理媒介，其速率范围是{\displaystyle 2*10^{8}-3*10^{8}\,} m/s，这等于或略小于光速。传播时延等于两台路由器之间的距离除以传播速率，即传播时延是d/s，其中d是两台路由器之间的距离，s是该链路的传播速率。传播时延在毫秒级。

## 传播时延和发送时延的比较
计算机网络领域的新手有时难以理解发送时延和传播时延之间的差异，该差异虽说细小但是很重要。发送时延是路由器将分组推出所需要的时间，它是分组长度和链路传输速率的函数，而与两台路由器之间的距离无关。传播时延是一个比特从一台路由器向另一台路由器传播所需要的时间，它是两台路由器之间距离的函数，但与分组的长度或链路的传输速率无关。

## 节点总时延
令{\displaystyle d_{proc}\,}，{\displaystyle d_{queue}\,}，{\displaystyle d_{trans}\,}和{\displaystyle d_{prop}\,}分别表示处理时延、排队时延、传输时延和传播时延，那么节点的总时延由下式给定：
{\displaystyle d_{nodal}=d_{proc}+d_{queue}+d_{trans}+d_{prop}\,}
这些时延成分所起的作用可能变化很大。一般而言，处理时延{\displaystyle d_{proc}\,}通常是微不足道的。然而，{\displaystyle d_{queue}\,}，{\displaystyle d_{trans}\,}可能是{\displaystyle d_{nodal}\,}的主要成分。

## 排队时延
节点时延的最为复杂和令人感兴趣的成分是排队时延。事实上，排队时延在计算机网络中的重要程度和人们感兴趣的程度，从发表的数以千计的论文和大量的专著可见一斑。
与其他三项时延（即{\displaystyle d_{proc}\,}，{\displaystyle d_{prop}\,}和{\displaystyle d_{trans}\,}）不同的是，排队时延对不同的分组是不同的。

### 流量强度
判断排队延时的大小时，结果很大程度取决于流量到达该队列的速率、链路的传输速率和到达流量的性质（即流量是周期性到达还是以突发形式到达）。
令a表示分组到达队列的平均速率（a的单位是分组每秒，即pkt/s），假定所有的分组都是L比特组成的，则比特到达队列的平均速率是La bps。而La/R被称为流量强度，它在估计排队时延的影响程度方面经常起着重要的作用。

### 流量强度与排队时延
如果La/R > 1，则比特到达队列的平均速率超过从该队列传输出去的速率。在这种不幸的情况下，队列的增加将趋近于无界，并且排队时延将趋向无穷大。因此，流量工程中的一条金科玉律是：设计系统时流量强度不能大于1。
现在考虑La/R ≤ 1的情况。这时，到达流量的性质影响排队时延。例如，如果分组周期性到达，即L/R s到达一个分组，则每个分组将到达一个空队列中，因此不会有排队时延。另一方面，如果分组以突发形式到达而不是周期性到达，则可能有很大的平均排队时延。例如，假定每L/R s同时到达N个分组，则传输的第一个分组没有排队时延；传输的第二个分组就有L/R s的排队时延；更为一般地，第n个传输的分组具有(n-1) L/R s的排队时延。

## 端到端时延
假设源主机和目的主机之间有N-1台路由器，并且该网络是无拥塞的。那么端到端时延为：
{\displaystyle d_{end-end}=N(d_{proc}+d_{trans}+d_{prop}\,})